# Bohumil Mořkovský
Bohumil Mořkovský (ur. 14 grudnia 1899 w Valašské Meziříčí, zm. 16 lipca 1928 tamże) – czechosłowacki gimnastyk, medalista olimpijski z Paryża.